# Kalbspuppe
Das Melken einer Kuh mithilfe einer Kalbspuppe (aus Kalb und Puppe; englisch dummy-calf) ist ein in der ethnographischen Literatur aus vielen Ländern berichtetes Verfahren, bei dem durch Überlistung der Kuh (oder Pferdestute, Kamelstute, Yakkuh) versucht wurde, die Bildung von Oxytocin anzuregen, damit der Milchfluss eingeleitet oder die Milchleistung erhöht wird. Dies war besonders dann der Fall, wenn das Kalb eingegangen ist oder wenn es abgesetzt wird.
Der Kuh wird eine Kalbspuppe vorgehalten, die aus dem ausgestopften Balg (abgezogene Tierhaut mit Haaren) eines verendeten Kalbes besteht, der in die Nähe des Euters oder ihres Kopfes gebracht wird. Das Verfahren wird in verschiedener Weise angewandt. Es tritt häufig zusammen mit dem Kuhblasen auf. Bereits der Reisende Peter Kolb hat in seinem 1719 veröffentlichten Werk darüber berichtet. Ihm zufolge war die Kalbspuppe seinerzeit auch in Europa bekannt.
Das Verfahren ist in zahlreichen Kulturen anzutreffen. Es ist bei vielen afrikanischen Hirtenvölkern, etwa den Nuer, verbreitet, aber auch bei Mongolen, Kirgisen, Kalmücken, in Indien und Tibet. Der britische Ethnologe Edward Evan Evans-Pritchard beschrieb in den 1930er Jahren neben dem Kuhblasen auch das Verfahren, dass eine Kalbspuppe (tulchan) zur Kuh geschoben wurde, um die Kuh zur Milchproduktion zu stimulieren.